# Вильям Мальмсберийский
Уи́льям Мальмсбери́йский, или Уильям из Мальмсбери (англ. William of Malmesbury, лат. Guillelmus Malmesburiensis; около 1090 — 1142 или 1143) — английский историк, хронист и церковный писатель родом из Уилтшира (Юго-Западная Англия), монах-бенедиктинец из Мальмсберийского аббатства. Автор «Деяний», или «Истории английских королей» (лат. Gesta regum Anglorum) и других исторических и агиографических сочинений.

## Биография
Информации о жизни Уильяма сохранилось немного. Основным источником биографических данных являются его собственные произведения. Дата его рождения определяется приблизительно 1090 годом, основанием этому служит упоминание в сочинении «Плач Иеремии», написанном в 1135 году на смерть короля Генриха I, о том, что его автору сорок лет, и он уже давно занимается историей. Так же, сам Уильям в прологе Третьей книги «Деяний английских королей» говорит о своем нормандском происхождении по отцу и англосаксонском — по матери.
Около 1105 года он был отдан на обучение в Мальмсберийский монастырь в Уилтшире, где получил разностороннее образование, включавшее занятия логикой, медициной и физикой. Особое внимание уделял этике и истории, которой, по его собственным словам, «играючи занимался» уже в юных годах. Будучи на протяжении определенного периода жизни библиотекарем монастыря, он имел прекрасную возможность изучать труды древних авторов и собирать сведения о жизни выдающихся деятелей английской истории, что сподвигло его на создание собственных исторических сочинений. Он вёл активную переписку со многими образованными современниками, снабжавшими его необходимой информацией и, возможно, рукописями, а начале 1120-х годов предпринял длительную поездку по Англии сам, собирая материал для своих трудов.
По всей видимости, Уильям провёл всю жизнь в Мальмсберийском монастыре, где было написано большинство его произведений, за исключением небольшого периода пребывания в аббатстве Гластонбери, об истории которого в 1139 году им была написана книга «О древностях Гластонберийской церкви».
Известно, что Уильям присутствовал на соборе в Винчестере, проведённом папским легатом Генрихом Блуаским 29 августа — 1 сентября 1139 года. Когда после смерти в том же году настоятеля Роджера монахи Мальмсбери получили разрешение от короля Стефана избрать нового аббата, Уильям являлся одним из вероятных кандидатов, но отказался от этого поста сам. После того как новым настоятелем стал назначенный королём Иоанн, он сопровождал его в трудной поездке в Рим, составив «Итинерарий» этого путешествия. 
Умер он около 1143 года, вскоре после того как закончил писать третью книгу «Новой истории».

## Сочинения
Уильямом Малмсберийским были написаны порядка двух десятков исторических, агиографических и теологических сочинений. Главными его трудами являются «Деяния английских королей» (лат. Gesta regum Anglorum) и «Новая история» (лат. Historia novella).
Первая редакция «Деяний английских королей», посвящённая дочери Генриха I Боклерка императрице Священной Римской империи Матильде, окончена была к 1125 или 1126 году. Этот монументальный труд, состоящий из пяти книг, Уильям дополнял и перерабатывал в течение всей своей оставшейся жизни, к 1135 составив вторую его редакцию, посвящённую уже бастарду короля Генриха I Боклерка Роберту Глостерскому, а около 1140 года закончив работу над третьей. 
«Деяния» описывают историю Англии от последних дней римского владычества над Британией до середины XII века. По сути, это сочинение Уильяма является первым после «Церковной истории народа англов» Беды Достопочтенного произведением с непрерывным изложением исторических событий Англии, поскольку его предшественник Эадмер Кентерберийский допустил в своей «Истории Нового времени» большой разрыв между временами Беды Достопочтенного (ум. 735) и правлением Эдгара Этелинга (1066). 
Книга первая «Деяний английских королей» содержит описание событий начавшихся с прибытия англосаксов в Британию в 449 году н. э. и заканчивается правлением Эгберта, объединившего Гептархию в одно королевство. Вторая книга описывает период правления англосаксонской династии (IX — первая пол. XI в.). Третья книга посвящена Вильгельму Завоевателю и покорению им Англии (1066—1086), четвёртая повествует о правлении Вильгельма Рыжего (1087—1100) и событиях Первого крестового похода (1096—1099). Пятая написана на фактическом материале, современном хронисту, и посвящена правлению короля Генриха I (1100—1135). 
При создании своего труда Уильям опирался на исторические труды многих своих предшественников, среди которых следует отметить Иордана, Апполинария Сидония, Беду, Ненния, Ассера и Эадмера. Из сочинений известных авторов с континента он использовал хроники Гийома из Пуатье, Гийома Жюмьежского, Мариана Скота, Гугона из Флёри и Фульхерия Шартрского. Вне всякого сомнения, рукописи хроник Уильям брал из богатых книжных собраний обителей в Мальмсбери и Гластонбери. Помимо этого, он активно пользуется устными рассказами современников, включая Роберта Глостерского, давшего ему немало ценной информации о Генрихе Боклерке, а в книге второй опирается ещё и на народный эпос. Стремясь выйти за рамки истории национальной, он уделяет в своих трудах внимание событиям не только в Англии, но и во Франции, Германии, Италии, а также крестовым походам, которые не слишком одобряет. 
Его «Новая история» в трёх книгах, охватывающая события 1126—1142 годов, является продолжением «Деяний английских королей», основной темой которого становится гражданская война между Стефаном Блуаским и дочерью покойного Генриха I Матильдой. Несмотря на очевидную незаконченность этого сочинения, местами носящего характер памфлета, прославляющего покровителя хрониста Роберта Глостерского, которого хронист сравнивает с самим Юлием Цезарем, описания многих событий в нём поразительно точны, поскольку автор черпал их непосредственно у высокопоставленных участников конфликта. 
Заслуживает также внимания церковно-исторический труд Уильяма «Деяния английских архиепископов» (лат. Gesta Pontificum Anglorum), охватывающий события с 601 по 1125 год. Жизнеописания выдающихся предстоятелей королевства, начиная с «апостола англичан» Августина Кентерберийского и кончая архиепископом Вильгельмом де Корбейлем, выстроены в нём по территориальному принципу и довольно содержательны, невзирая на наличие традиционных церковных легенд.
Многие исследователи-медиевисты сходятся в том, что среди современных ему историков Уильям Мальмсберийский выделялся своим критическим подходом к подбору источников, и его произведения отличаются скрупулёзностью в отсеве недостоверного материала и стремлением к объективности. Последнее особенно характерно проявилось в «Новой Истории» — неоднократно называя Роберта Глостерского, главного военачальника Матильды в её противостоянии со Стефаном, своим другом и патроном, Уильям, тем не менее, сохраняет независимую точку зрения. Он нейтрален и в своих оценках норманнов и англосаксов, что делает его наблюдения непредвзятыми. Стремясь к достоверности приводимых фактов, он, вслед за Эадмером, видит в любой исторической лжи и тяжкое преступление, и смертный грех, поскольку «недостойно историка обманывать легковерного читателя». Вместе с тем, подобно большинству своих современников, Уильям делает исключение относительно сверхъестественных проявлений божественной благодати, случаи которых якобы наблюдал сам, сокрушаясь по поводу «неверия наших дней, украшающего себя зонтом осторожности и отказывающегося верить чудесам, хотя бы увиденным собственными глазами». Будучи терпимым к мусульманам за их монотеизм, он оправдывает, однако, германскую агрессию против балтийских славян.
Труды Уильяма характеризуется не только увлекательностью изложения и блестящим стилем, но хорошим латинским языком, раскрашенным многочисленными цитатами из античных и средневековых авторов, включая Цицерона, Цезаря, Вергилия, Тита Ливия, Сенеку Старшего, Лукана, Ювенала, Иеронима Стридонского, Боэция, Исидора Севильского и Петра Дамиани. Они изобилуют речами главных исторических персонажей, составленными в литературной манере Саллюстия, а также народными преданиями и пословицами. «Великие события, — пишет Уильям, — следует излагать необычным языком», жалея, что сам он, лишённый ораторского дарования, не всегда способен это сделать. 
Основное место в своём историческом полотне хронист отводит выдающимся личностям, описание которых характеризуется глубоким психологическим анализом и отсутствием идеализации. «Всякий исторический труд, — пишет он, — есть зерцало государей». Находясь под заметным влиянием англонормандской придворной культуры, Уильям восхваляет в своей «Новой Истории» образованного герцога Роберта, проявлявшего щедрость к учёным людям, включая Гальфрида Монмутского и его самого, приводя вольную цитату из Платона: «Счастливо государство, которым философы управляют или где король философствует». Противопоставляя своим покровителям Стефана Блуаского, он решительно заявляет, что «необразованный король — это коронованный осел». 
Исторический материал в сочинениях Уильяма представлен с высокой степенью систематизации и попытками выявить объективные причины описываемых событий. Рассматривая, к примеру, нормандское завоевание Англии как историческую трагедию, он не ограничивается критикой в адрес нарушившего клятву короля Гарольда, но и пытается объяснить победы захватчиков невежеством и упадком нравов англосаксонской элиты, причём не только светской, но и духовной. Рационалистический тенденции уживаются в них с традиционным для тогдашнего историописания провиденциализмом. По словам исследователя и издателя его трудов оксфордского историка-епископа XIX века Уильяма Стэббса, «мы можем справедливо поставить ему в заслугу то, что стал первым писателем после Беды, который попытался установить систематическую причинно-следственную связь между датами и событиями, которая даёт его труду право называться историей», в силу чего «он имеет монументальную ценность как определённый шаг в разработке историографии».
Среди других трудов Уильяма Мальмсберийского можно назвать книгу «О древностях Гластонберийской церкви» (лат. De Antiquitate Glastoniensis Ecclesia), написанную по заказу аббата Гластонбери и оригинальную версию «Книги понтификов» (лат. Liber Pontificalis). Английскими антиквариями эпохи Тюдоров, начиная с Джона Лиланда, ему приписывались также такие агиографические сочинения, как «Книга чудес Св. Андрея» (лат. Liber de Miraculis Beati Andreae), «Страсти Св. Индракта [Гластонберийского]» (лат. Passio sancti Indracti), «О похвале и чудесах Пресвятой Девы Марии» (лат. De Laudibus et Miraculis Sanctae Mariae), а также жития Св. Дунстана и Св. Вульфстана Вустерского. Несколько его работ, включая жития Св. Патрика и Св. Венигна, хронику времён Генриха I под заглавием«Tres libelluli quibus Chronica dedi vocabulum», «Итинерарий аббата Иоанна» (лат. Itinerarium Johannis Abbatis) и поэму «De serie quatuor evangelistarum», утеряны.

## Рукописи и издания
Произведения Уильяма Мальмсберийского были по достоинству оценены его современниками, о чём говорит обилие цитат и ссылок на них в трудах многих его коллег, включая Симеона Даремского, Гальфрида Монмутского, Радульфа из Дисето, Гервасия Кентерберийского и Матвея Парижского. Они представлены обширным рукописным наследием, среди которого выделяются 35 манускриптов «Деяний английских королей», три старейших из которых находятся сегодня в собраниях библиотеки Хэтфилд-Хауса в Хартфордшире, библиотеки Принстонского университета (Нью-Джерси, США) и муниципальной библиотеки Валансьена (Франция), а также не менее 24 рукописей «Деяний английских епископов» из Британской библиотеки и библиотеки Ламбетского дворца в Лондоне, Национальной библиотеки Франции в Париже, Бодлеанской библиотеки Оксфордского университета, библиотеки колледжа Корпус-Кристи в Оксфорде, библиотеки Тринити-колледжа в Кембридже и др.
«Деяния английских королей» Уильяма впервые были напечатаны в 1596 году в Лондоне Джорджем Бишопом и Ральфом Ньюбери в сборнике «Rerum Anglicarum Scriptores», и практически без изменений переизданы в 1601 году во Франкфурте Клавдием Марном и Джоном Обри. В 1836 году их вместе с другими сочинениями Уильяма опубликовал в Париже учёный аббат Жак Поль Минь, включив в 179 том «Patrologia Latina», а в 1840 году издал вместе с «Новой историей» для «Английского исторического общества» в Лондоне архивист и антикварий Томас Даффус Харди. Научная публикация «Деяний английских епископов» по автографической рукописи увидела свет в 1870 году в Лондоне в академической Rolls Series под редакцией Николаса Стивена Гамильтона; двухтомное издание «Деяний английских королей» вместе с «Новой историей» подготовил в 1889 году для той же серии вышеназванный Уильям Стэббс.

## Публикации
- Памятники средневековой латинской литературы X—XII вв. / Под ред. М. Л. Гаспарова и М. Е. Грабарь-Пассек. — М.: Наука, 1972. — С. 388—402.

- Willelmesbiriensis Monachi De gestis pontificum Anglorum libri quinque. Edited from the autograph manuscript by Nicholas Esterhazy Stephen Armytage Hamilton. — London: Longman and Co., 1870. — xxvi, 629 p. — (Rerum Britannicarum Medii Aevi Scriptores).
- Willelmi Malmesbiriensis monachi De gestis regum Anglorum libri quinque; Historiae novellae libri tres. Edited from manuscripts by William Stubbs. — Volumes I—II. — London: Longman and Co., 1889. — (Rerum Britannicarum Medii Aevi Scriptores).
- William of Malmesbury. Chronicle of the Kings of England, translation by Rev. John Sharpe, 1815. Edited by J. A. Giles. — London: George Bell and Sons, 1904.
- William of Malmesbury. Historia Novella (The Contemporary History), edited by Edmund King, translated by K. R. Potter, Oxford University Press, 1999. — ISBN 0-19-820192-3.
- William of Malmesbury. Gesta Regum Anglorum (Deeds of the English Kings), edited and translated by R. A. B. Mynors. — Volume I. — Oxford University Press, 1998. — ISBN 0-19-820678-X.
- William of Malmesbury. Gesta Regum Anglorum (Deeds of the English Kings), edited by M. Winterbottom and R. M. Thomson. — Volume II: General Introduction and Commentary. — Oxford University Press, 2002. — ISBN 0-19-820709-3.
- William of Malmesbury. The Deeds of the Bishops of England [Gesta Pontificum Anglorum], translated by David Preest. — Woodbridge: Boydell Press, 2002. — xv, 320 p. — ISBN 978-0851158846.